# 连控轨道阀
连控轨道阀 （Desmodromic valve）是一种利用凸轮和杠杆系统来控制阀门的开闭的阀门装置。与传统的阀门不同的是，它不依靠在弹簧作用来开关阀门。 
在内燃机中，阀门控制系统在指是控制空气入圆筒和排空废气的装置。例如：在杜卡迪引擎中：开启和关闭阀门的过程都可以控制，也就是说，两个冲程都是受控制的。
在机械术语中，连控轨道（desmodromic）一词常用来表示一些非常规的机械装置，这些装置在不同方向上有不同的传动控制方式。desmodromic 是一个从两个希腊语的词根 desmos （控制, 连接）和 dromos（路线，轨道）的合成词。